# El Torn
El Torn es una entidad de población española del municipio de San Ferreol, perteneciente a la provincia de Gerona, en la comunidad autónoma de Cataluña.

## Toponimia
El lugar puede aparecer referido como «El Torn» y «Torn».

## Historia
Hacia mediados del siglo XIX, el lugar, por entonces perteneciente a Besalú, tenía contabilizada una población de 105 habitantes. Aparece descrito en el decimoquinto volumen del Diccionario geográfico-estadístico-histórico de España y sus posesiones de Ultramar de Pascual Madoz con las siguientes palabras:

TORN: l. en la prov. y dióc. de Gerona, part. jud. de Olot, aud. terr., c. g. de Barcelona, ayunt. de Besalú. sit. al pie de un monte cerca del r. Cer, con buena ventilacion y clima frio, pero sano; las enfermedades comunes son fiebres intermitentes y pulmonias. Tiene 60 casas y una igl. parr. (San Andres), de la que es aneja la de San Félix de Ventajo, servida por un cura de ingreso de provision real y ordinaria y un vicario. El térm. confina con La Miana, Mieras, Cellent, Finestras y Sta. Pan; en él se encuentra el célebre santuario de Ntra. Sra. de Collell (V. Collell). El terreno participa de monte y llano; es tenaz y pedregoso; la parte montuosa está poblada de robles, encinas y mata baja; le fertiliza el r. Cer, y le cruzan varios caminos locales que se hallan en mal estado. prod.: cereales, legumbres, vino, aceite, bellotas y hortalizas; cria ganado lanar, vacuno y de cerda, y caza de liebres, conejos y perdices. pobl.: 21 vec., 105 alm. cap. prod.: 1.225,600 rs. imp.: 30,640.
(Madoz, 1849, pp. 33-34)

En la actualidad, pertenece al municipio de San Ferreol. En 2022, la entidad singular de población tenía empadronados 71 habitantes y el núcleo de población, veintidós.

## Patrimonio
Hay en el lugar una iglesia de San Andrés.